# Haeckeria
Haeckeria là một chi thực vật có hoa trong họ Cúc (Asteraceae).

## Loài
Chi Haeckeria gồm các loài: